# Luxemburg, Wisconsin
Luxemburg là một làng thuộc quận Kewaunee, tiểu bang Wisconsin, Hoa Kỳ. Năm 2006, dân số của làng này là 1935 người.